# 東京高等農林学校

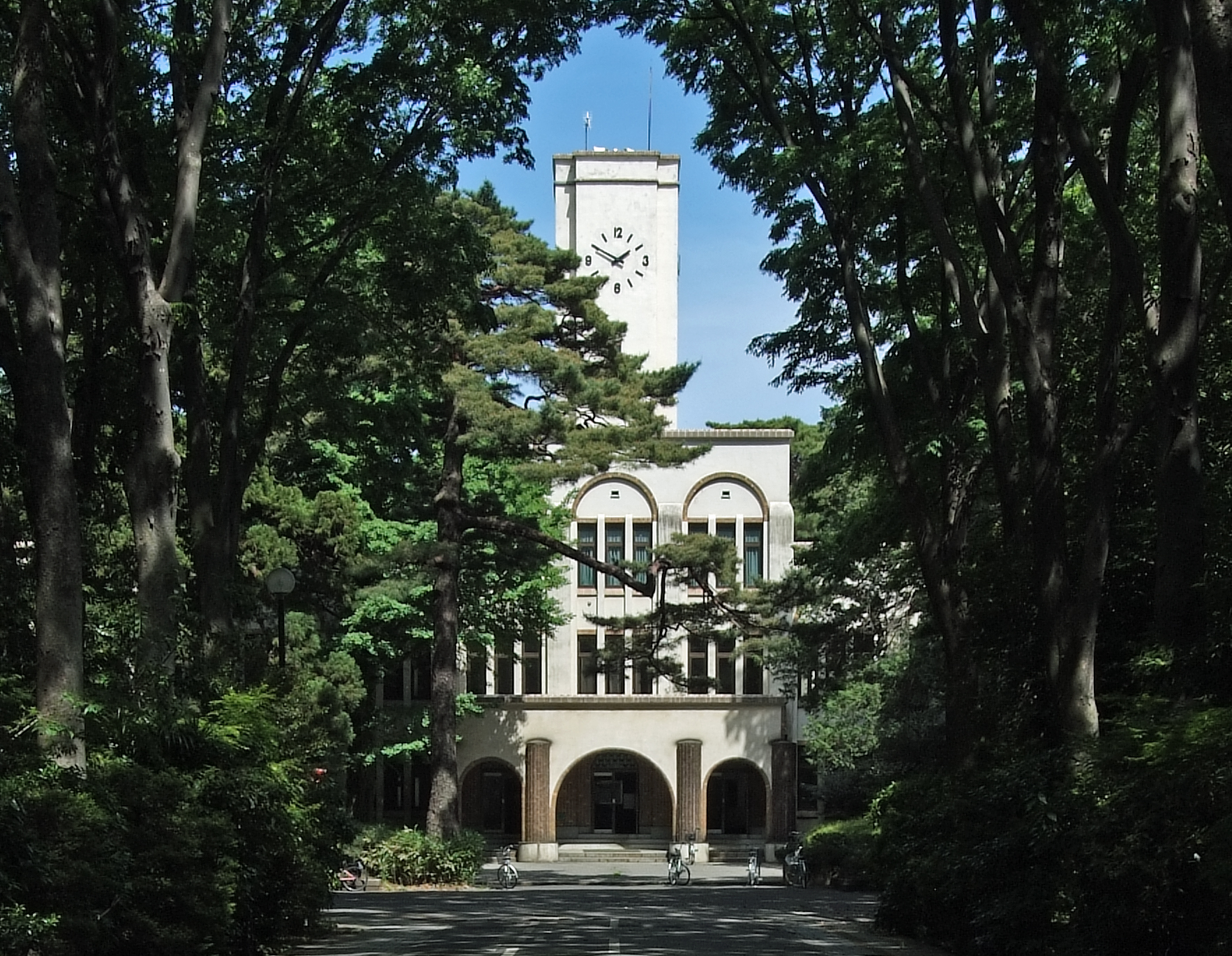
東京高等農林学校本館
（現東京農工大学農学部本館）

東京高等農林学校（とうきょうこうとうのうりんがっこう）は、1935年（昭和10年）に設立された高等農林学校。農林系旧制専門学校。新制東京農工大学の母体となった。
なお東京農業大学の前身である東京高等農学校は本校とは別の組織である。

## 概要
1935年（昭和10年）、東京帝国大学農学部府中演習林の地に学校は設立される。農学科、林学科、獣医学科の3科で構成。後に拓殖科が増設され4科となる。第二次世界大戦末期の1944年に東京農林専門学校と改称した。
校舎のうち本館・講堂は東京大学の安田講堂などを設計した内田祥三によるもので、鉄筋コンクリート３階建てである。現在も東京農工大学農学部本館・講堂として用いられている。
同窓会は駒場交友会で、東京帝国大学農学部実科など前身機関の同窓会を引き継いだ。

### 校章
本校の校章は昭憲皇太后より下賜された菊桐の徽章であった。これは元々駒場農学校に下賜され、東京帝国大学農学部実科から本校に引き継がれたものであり、栄誉あるものとして校歌にも歌われた。

## 沿革

### 設立まで
本校の起源は1876年（明治9年）に設置された農事修学場試業科で、その後駒場農学校、東京農林学校に引き継がれ、直接の前身は東京帝国大学農学部実科である。実科は東京帝国大学農学部の中で旧制専門学校レベルの教育機関としての役割を成していたが、1903年（明治36年）の専門学校令の発令により全国で独立した農林系専門学校が次々設立されていたため、教育制度上の理由から実科廃止論が持ち上がっていた。1918年（大正8年）には6つの分科大学から構成されていた帝国大学が学部から構成される総合大学へと移行したが、同時に実科廃止の方針が具体化した。これに対して大正9年、卒業生OBらが「実科独立期成同盟会」を設立し各方面に陳情を行った。その後地方に新設される高等農林学校に併合する案が決定しかけるが、更に熱烈な活動を行った結果、大正12年に実科独立予算が文部省で初めて計上された。この予算案は関東大震災により成立しなかったが、復興予算の一部を実科独立に充てることが指示され、ようやく分離独立案が確定した。
こうした背景から、東京帝国大学農学部が旧制第一高等学校との敷地交換で駒場から本郷に移転する1935年に、付属実科は本郷に移転せず、東京帝国大学から分離独立という手段で存続させた。
1935年4月1日実科が独立して東京高等農林学校となる。発足時の教員構成は､校長のほか教授18名有し、助教授を11名、助手を2名と書記を6名としている。農学部実科生徒は相当する学年に編入し、当初は駒場の農学部構内で授業が開始された。府中に校舎が建設されてから生徒らを移転させた。

### 新制大学への移行
この学校は戦後、東京商科大学 (旧制) や東京繊維専門学校（東京高等蚕糸学校）、また山梨高等工業学校との間で、農・商・繊維・工学部からなる総合大学構想が持ち上がっている。結局は東京商科大学は結局単独で新制一橋大学となったほか山梨工専も新制の山梨大学になるため、残った東京農専と東京繊維専の2校で結局合併して新制大学化することになる。こうして1949年に農学部と繊維学部（後に工学部）の2学部で新制東京農工大学が発足になった。

## 年表
- 1935年（昭和10年） 3月 - 東京帝国大学農学部実科は廃止，4月東京高等農林学校設置される。初代校長麻生慶次郎
- 同年4月 - 駒場の農学部内で授業を開始
- 同年7月 - 府中町の新校舎に移転。10月12日 文部大臣松田源治が来校し16日に独立記念祭挙行，生徒寄宿舎を「駒場寮」と命名
- 1936年（昭和11年） - 第2代校長として宮崎高等農林学校より松岡忠一が転任。この年家畜病院も設立
- 1937年（昭和12年） - 校旗制定，10月には武道場竣工
- 1938年（昭和13年） - 第3代校長として鹿児島高等農林学校校長兼九州帝国大学教授小出満二（こいでまんじ）が着任
- 1939年（昭和14年） - 拓殖科を増設。この年栃木・群馬に500町歩の演習林を設ける
- 1940年（昭和15年） - 全校舎の落成を機会に独立記念式典を行う
- 1941年（昭和16年） - 校内に大久保公記念碑を建立，除幕式を行う
- 1941年（昭和16年）12月8日 - 米英開戦のため、この年より繰り上げ卒業をおこなう
- 1943年（昭和18年）4月 - 東京第二臨時教員養成所（生物科）を併設する。この年より学徒動員はじまり，学業なかばに出陣するものも
- 1944年（昭和19年） - 東京高等農林学校を東京農林専門学校と改称
- 1945年（昭和20年）12月 - 小出校長が辞任し，三重農林専門学校から高橋隆道が第4代校長として転任
- 1946年（昭和21年）4月 - 農芸化学科及び農業土木科を新設。またこの年教職員組合・学生自治会が結成される。
- 1948年（昭和23年）3月 - 東京第二臨時教員養成所を廃止する
- 1949年（昭和24年）5月 - 東京農工大学設置により，東京農林専門学校はその包括学校となる。鈴木秀雄校長事務取扱となり，6月に石井悌校長となる。
- 1951年（昭和26年）3月 - 東京農林専門学校を廃止する。